# 구스정 (미에현)
구스정(楠町)은 미에현 미에군에 북부에 위치했던 정이다. 
2005년 2월 7일에 인접한 욧카이치시에 편입해 폐지되었다.

## 역사
- 쇼와 시대의 구스정의 인구통계에서는 여성인구의 비율이 현저하게 많았고 1953년 통계에서는 16세~20세 연령인구의 성비가 남성인구가 약 430명에 비해 여성인구가 약 2100명으로 여성인구가 많고 21세~25세 연령인구의 성비가 남성인구가 약 400명에 비해 여성인구가 약 890명이었다.중졸로 방적공장에 취직한 금알이라 불리던 노동자 젊은 여자가 여숙사에서 생활하다가 20대 후반 적령기로 수퇴사했다. 고교 진학률이 쇼와 30년대에 올라가 공장내의 실무 학교로부터 정시제 고교·통신제 고교나 주간 2부제의 미에현립 이이노 고등학교나 미에 단기 대학 법경학과 야간 학부등으로의 통학이 증가했다.
- 구스 중학교에서 급식 제도가 도입되고 있었다. 욧카이치시 합병 후에도 급식 제도가 존속하고 있었지만, 욧카이치시가 급식 제도의 통일을 목표로 함에 따라 존속을 둘러싼 문제가 발생하였다. 2012년(2012년도)에 학교 급식이 폐지되어 행정 서비스가 평가절하되었다.

- 1889년 4월 1일 - 정촌제 시행으로 7개 촌의 구역으로 구스촌이 성립하였다.
- 1945년 -  미군에 의해 오구라 지구·혼고 지구·미나미오미즈카·기타오미즈카가 소규모 공습을 받았다.
- 1947년 - 구스정립 구스 중학교가 설립하였다.
- 1951년 - 쇼와 천황이 이세 행차에서 시찰하였다.
- 1952년 - 구스정 교육위원회가 발족하였다.
- 1954년 - 쓰레기 소각사업을 개시하였다.
- 1955년 - 구스정립 북부 보육원과 남부 보육원이 인가 설립하였다.
- 1957년 - 가미 수도망이 창설하였다.
- 1958년 - 구스정립 진료소가 개설하였다.
- 1959년 - 이세 만 태풍에 의한 대피해.1975년대에 욧카이치 천식에 의한 공해 오염 피해를 입었다.
- 1963년 - 구스정 종합 위생 처리장(쓰레기·시뇨 시설)이 완공되었다..
- 1964년 - 구스정립 유치원이 창설되었다.
- 1995년 - 구스정 녹지공원이 완공되었다.
- 2005년 2월 7일 - 욧카이치시에 편입되었다. 동일 구스정은 폐지되었다.

## 행정
- 초대 정장: 오카다 다케베 (岡田武兵衛) (1940년 2월 11일 ~ 1946년 3월)
- 합병 시의 정장: 하야카와 카츠히코 (早川勝彦) (2002년 2월 12일~2005년 2월 6일)

## 교통

### 철도
- 긴키 닛폰 철도
  - 나고야선

### 도로
- 국도 제23호선